# Dødgo'e venner
Dødgo'e venner (originaltitel: Dödspolare) er en svensk dramafilm fra 1985 skrevet af Rolf Björlind og instrueret af Mats Arehn. Filmen har Gösta Ekman og Sten Ljunggren i hovedrollerne.

## Handling
En pianist har holdt en noget "våd" fest sammen med sine kammerater. Dagen efter opdager han en sovende kvinde på sin sofa. Hans ven, der er læge, dukker op og konstaterer at hun er død og de to mænd forsøger nu at komme af med liget.

## Medvirkende (i udvalg)
- Gösta Ekman som Tobbe Skytt
- Gunnar Lindkvist som Tobbes far
- Sten Ljunggren som Bertil Ugglefors
- Ruth Stevens som nabo
- Peter Dalle som indbrudstyv
- Rolf Börjlind som politibetjent
- Nils Moritz som politibetjent